# Amory
Amory is een plaats (city) in de Amerikaanse staat Mississippi, en valt bestuurlijk gezien onder Monroe County.

## Demografie
Bij de volkstelling in 2000 werd het aantal inwoners vastgesteld op 6956.
In 2006 is het aantal inwoners door het United States Census Bureau geschat op 7368, een stijging van 412 (5,9%).

## Geografie
Volgens het United States Census Bureau beslaat de plaats een oppervlakte van
20,7 km², waarvan 19,4 km² land en 1,3 km² water. Amory ligt op ongeveer 73 m boven zeeniveau.

## Geboren
- Gary Grubbs (1949), acteur en scenarioschrijver
- John Dye (1963-2011), acteur

## Plaatsen in de nabije omgeving
De onderstaande figuur toont nabijgelegen plaatsen in een straal van 28 km rond Amory.